# In persona Christi

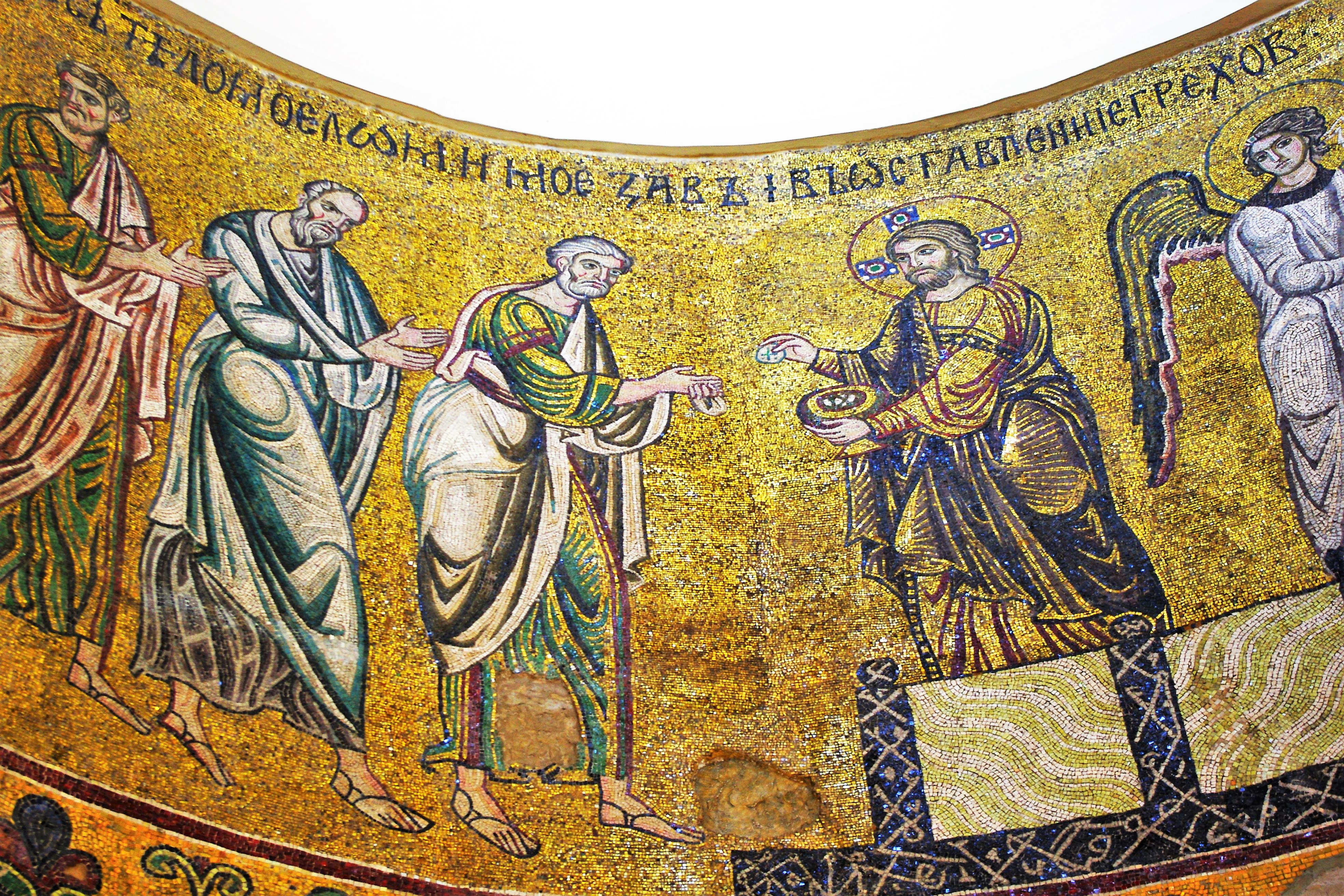
Le Christ distribuant l'Eucharistie aux apôtres, cathédrale Sainte-Sophie de Kiev.

In persona Christi, expression latine pour  « au nom du Christ », « à la place du Christ » (littéralement : « en la personne du Christ »), ou In persona Christi capitis (« en la personne du Christ tête »), est un concept du catholicisme et, à divers degrés, d'autres dénominations chrétiennes telles que le luthéranisme et l'anglicanisme. Il signifie que le prêtre ou l'évêque agit lors de la messe en tant que Jésus-Christ en s'identifiant à lui.

## Définition
Dans le catholicisme, lors de la consécration eucharistique, les paroles sacramentelles que prononce le prêtre sont celles-là mêmes qu'a dites Jésus dans le Nouveau Testament. Le paradoxe de ces paroles divines prononcées par une voix humaine a conduit la théologie chrétienne, notamment le courant scolastique, à formuler le concept de in persona Christi (« au nom du Christ »), à distinguer de in persona Ecclesiæ (« au nom de l'Église »).
La définition se trouve dans la Somme théologique de Thomas d'Aquin : « Dans les prières de la messe le prêtre parle au nom de l'Église, dans l'unité de laquelle il demeure. Mais dans la consécration du sacrement, il parle au nom du Christ, dont il remplit en ce cas le rôle par le pouvoir de l'ordre. » Robert Bellarmin écrit à son tour que le prêtre, dans la prière ou la louange, agit « en son nom propre », tandis que, « jusqu'à la fin de la consécration, il agit en son propre nom et au nom du Christ [...]. Il entend en effet réciter ce que le Christ a fait et dit, et en même temps imiter tout cela au nom du Christ, comme si le Christ par son ministère faisait et disait de nouveau tout cela ; ce qui s'accomplit véritablement de manière invisible ». 
Le Catéchisme de l'Église catholique reprend le concept, à l'instar de Lumen gentium.